# Priscilla Bonner

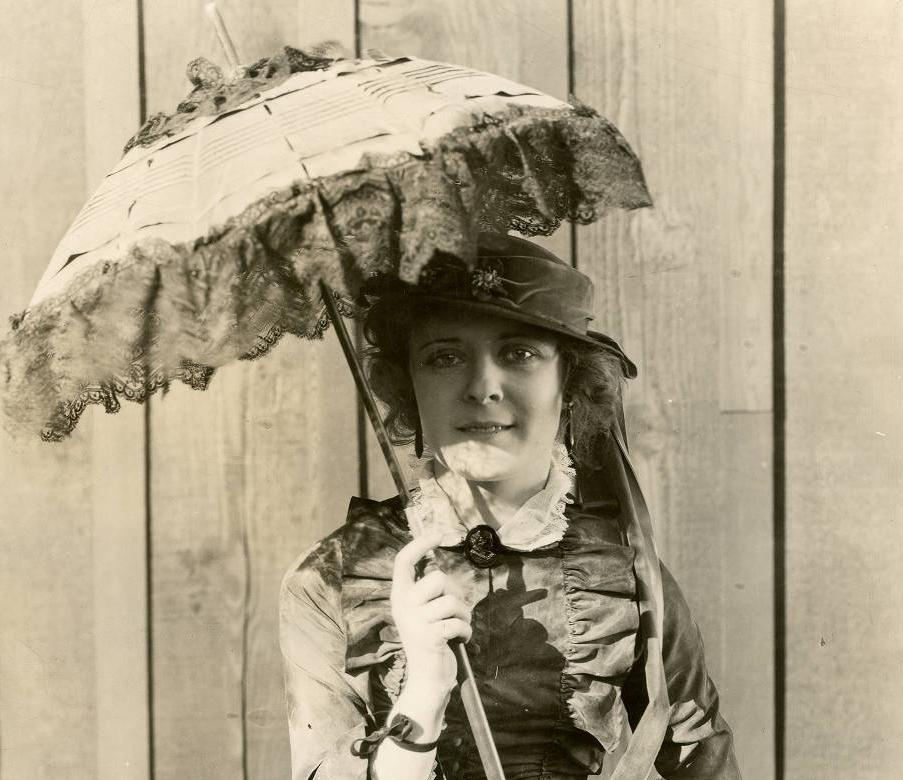
Priscilla Bonner a la pel·lícula "Bob Hampton of Placer" (1921)

Priscilla Bonner (Washington DC), 17 de febrer de 1899-Los Angeles, 21 de febrer de 1996) va ser una actriu nord-americana de cinema mut especialitzada sobretot en papers d'heroïna innocent.

## Biografia
Nascuda a Washington DC, el seu pare, John S. Bonner, era oficial de l'exèrcit nord-americà, per lo que la família canviava sovint de residència. Estant destinats a Chicago, ella va rebre una trucada d'una persona de la revista Photoplay que li insistia que havia de presentar-se a l'estudi per fer-se unes fotos. Tot i ser conscients que s'havia de tractar d'un error s'hi va presentar i, intrigats per la seva atrevida iniciativa i per la seva fotogènia, l'estudi li va fer diferents retrats que va enviar a diferents productores cinematogràfiques de Califòrnia.
Els seus pares li van permetre viatjar a Los Angeles acompanyada de la seva mare. Allà, després de signar contracte amb la MGM, va debutar aquell 1920. La seva germana petita Marjorie Bonner també va ser actriu de cinema i debutaria l'any següent. Aquell mateix any 1920 ja va ser co-protagonista amb Jack Pickford de la pel·lícula “The Man Who Had Everything”. En els anys successius actuaria per exemple a “Shadows” (1922) amb Lon Chaney, a “It” (1927) amb Clara Bow, a "The Strong Man" amb Harry Langdon i en una de les millors pel·lícules mudes de John Ford, “3 Bad Men” (1926). El 28 de maig de 1921 s'havia casat amb l'escriptor Allen Wynes però el matrimoni no va durar més d'un any i el 1925 van acabar divorciant-se. El 1925 la Warner Bros. la va seleccionar per protagonitzar “The Sea Beast” amb John Barrymore però més tard la productora va decidir acomiadar-la i substituir-la per la parella de l'actor, Dolores Costello. Davant aquest fet, l'actriu va posar una demanda a la productora que va guanyar, aconseguint una important indemnització.
El 1928 es va tornar a casar, ara amb el Dr. E. Bertrand Woolfan (metge de la 20th Century Fox) i es va retirar del cinema. El matrimoni va tenir una vida social molt activa en els cercles literaris i cinematogràfics de Los Angeles i va establir una particular amistat amb el director i escriptor Preston Sturges. Priscilla Bonner va morir el 1996 a Los Angeles als 97 anys.

## Filmografia
- Homer Comes Home (1920)
- Honest Hutch (1920)
- The Man Who Had Everything (1920)
- Officer 666 (1920)
- The Son of Wallingford (1921)
- Bob Hampton of Placer (1921)
- Home Stuff (1921)
- Shadows (1922)
- Gallopin' Through (1923)
- The Purple Dawn (1923)
- Where's My Wandering Boy This Evening?  (1923)
- Pitfalls of a Big City (1923)
- April Showers (1923)
- A Desperate Adventure (1924)
- Hold Your Breath (1924)
- Tarnish (1924)
- Chalk Marks (1924)
- Charley’s Aunt (1925)
- The Mansion of Aching Hearts (1925)
- Proud Flesh (1925)
- The White Desert (1925)
- Drusilla with a Million (1925)
- Eyes of Hollywood (1925)
- The Red Kimono (1925)
- The Earth Woman (1926)
- 3 Bad Men (1926)
- El forçut (1926)
- The False Alarm (1926)
- It (1927)
- Long Pants (1927)
- Paying the Price (1927)
- The Prince of Headwaiters (1927)
- Broadway After Midnight (1927)
- Outcast Souls (1928)
- Golden Shackles (1928)
- Girls Who Dare (1929)